# Alfred Kuttenkeuler

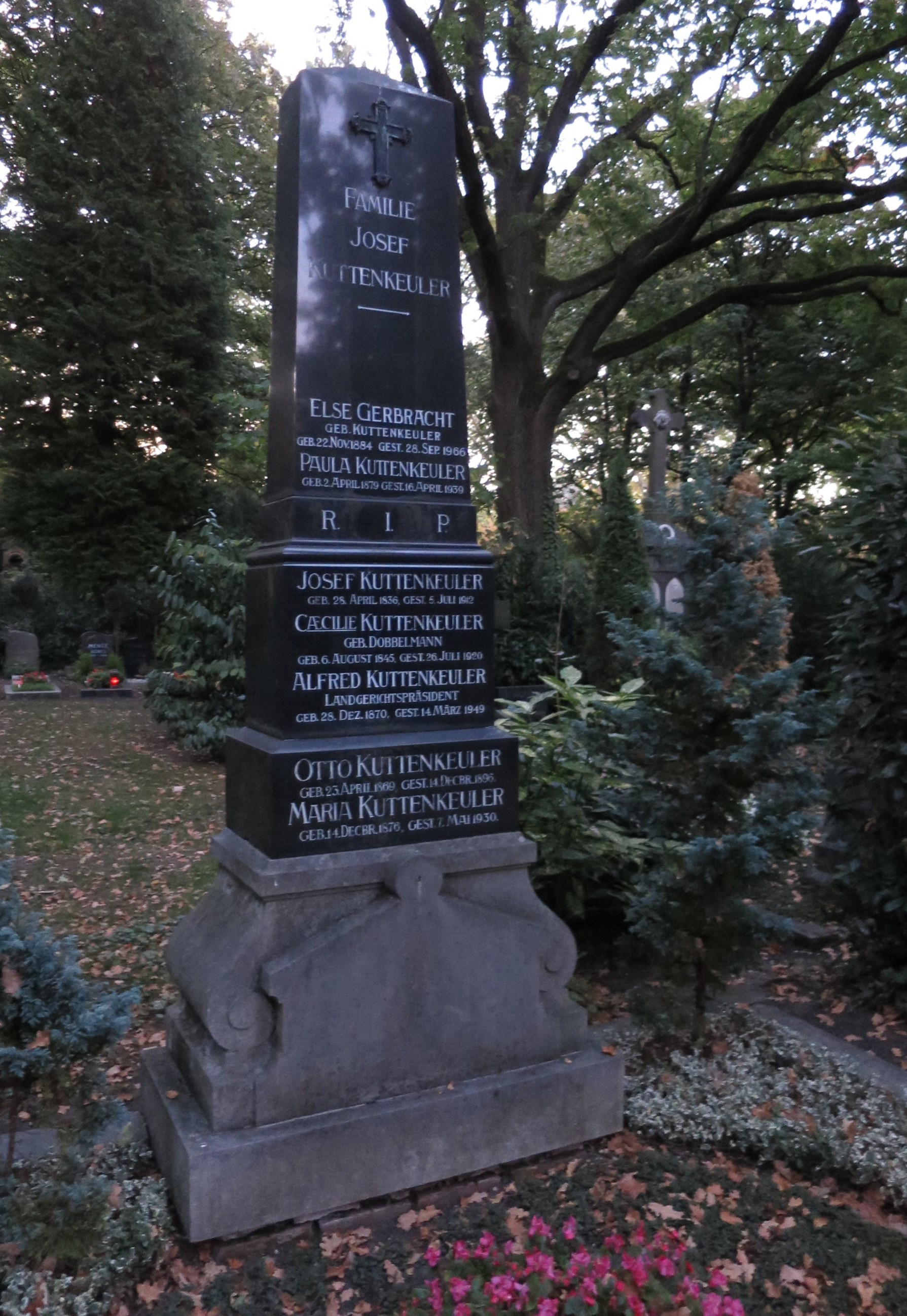
Grab der Familie Kuttenkeuler

Alfred Kuttenkeuler (* 28. Dezember 1870 in Köln-Deutz; † 14. März 1949 in Köln-Lindenthal) war ein deutscher Jurist und Kommunalpolitiker.

## Leben
Kuttenkeuler war Präsident des Landgerichtes Köln sowie später Bürgermeister der Gemeinde Herchen.
Nachdem SA und SS am 31. März 1933 das Justizgebäude am Reichensperger Platz gestürmt und alle jüdischen oder „jüdisch aussehenden“ Juristen auf einem städtischen Müllwagen zum Polizeipräsidium abtransportiert hatten – Kuttenkeuler bezeichnete dies als die schlimmste Tragödie seines Lebens –, beurlaubte er weisungsgemäß im März 1933 fünf jüdische Richter des Gerichts, ließ sich danach aber vorzeitig pensionieren.
Er war nicht verheiratet und wohnte zuletzt in Köln-Braunsfeld. Er verstarb im Alter von 78 Jahren in einem Kölner Krankenhaus. Beigesetzt wurde er im Familiengrab auf dem Melaten-Friedhof (Flur 59).